# Balul din Mai

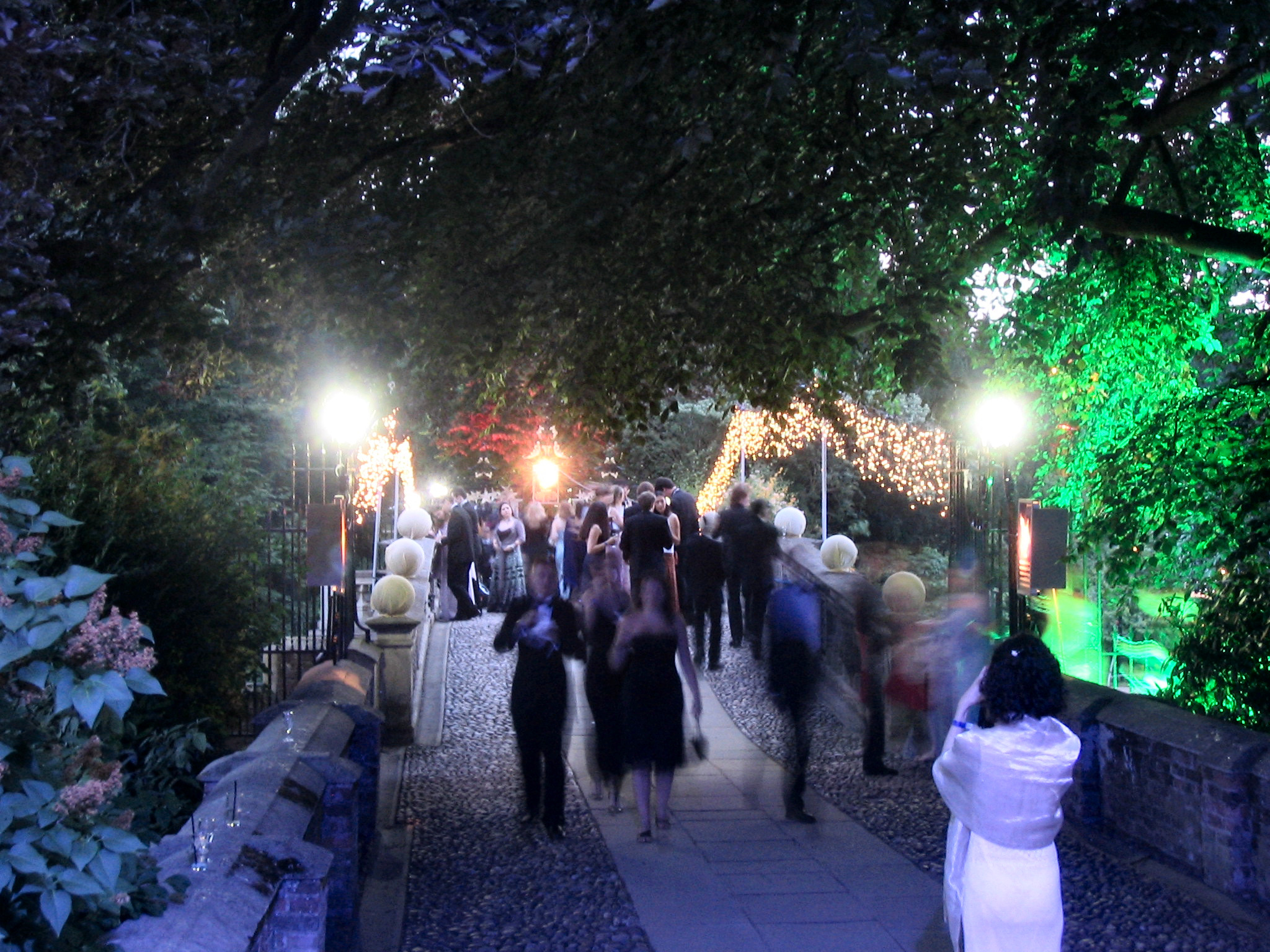
Podul peste Râul Cam, la Clare College din Cambridge în timpul Balul din Mai, din 2005.

Balul din Mai  (în engleză, May Ball), este, în ciuda numelui, un bal dansant ținut în iunie, la Universitatea Cambridge la sfârșitul fiecărui an academic. 
Balul este unul de tradiție.  Participanții trebuie să fie îmbrăcați de ceremonii (îmbrăcaminte de seară) și să aibă o invitație, care este de obicei pentru o pereche, al cărei cost variază în funcție de colegiu între 80 și 160 lire sterline.  Balurile sunt ținute în grădinile colegiilor, durând între orele 21:00 și până la răsăritul soarelui, uneori prelungindu-se mult după aceea.  Unele dintre colegii oferă "supraviețuitorilor" călătorii cu balonul la sfârșitul balului, uneori chiar un mic dejun la Paris.  "Supraviețuitorilor" balului li se fac fotografii la încheierea acestuia.  

## Colegii care găzduiesc baluri
Multe dintre colegii au ținut inițial balurile în luna mai, câteodată în săptămâna anterioară examenelor anuale.  Astăzi, aceste baluri au loc în Săptămâna din Mai (în engleză, May Week), care începe de obicei în a doua joi din  ... iunie, după terminarea examenelor, incluzând duminica cunoscută în jargonul local sub numele de Suicide Sunday. 
Balul din Mai al Colegiului Trinity (având numele complet The First And Third Trinity Boat Club May Ball) care are loc - desigur - la Colegiul Trinity din Cambridge este cel mai faimos dintre toate balurile din mai.  Este întotdeauna ținut în ziua de luni a May Week și biletele sale sunt cele mai căutate.  Bugetul acestui bal este sursă continuă de rumori și speculații, când în realitate, o estimare reală, bazată pe numărul biletelor oferite spre vânzare, situează acest buget în zona a aproximativ un sfert de milion de lire sterline.  Colegiul nu participă cu nici o sumă de bani la finanțarea balului, care este exclusiv auto-finanțat.  
Alte baluri care sunt considerate foarte atractive sunt cele organizate de colegiile Clare, care este creditat cu a avea cele mai frumoase grădini din Cambridge, și St John's, care este cel mai mare dintre toate colegiile Oxbridge.  Într-un sondaj de opinie, aparținând revistei săptămânale americane TIME, Balul din Mai al colegiului St John's a fost votat ca fiind "a șaptea cea mai grozavă petrecere a lumii." 
Colegiile Trinity, Clare, și St John's sunt situate chiar pe albia râului Cam, așa cum sunt de altfel situate și colegiile Backs, St Catharine's (numit cu afecțiune Catz), Queens' și Trinity Hall.  Ca atare, când mai multe baluri sunt ținute simultan, râul este luminat în culori multiple generate de reflexiile luminilor și artificiilor, creând o amintire de neuitat. 
Colegiile Peterhouse și Magdalene țin baluri bianuale speciale, în ani alternativi (cele mai recenți ani fiind 2005 - Magdalene și 2006 - Peterhouse), numite biannual white tie balls.  Aceste baluri sunt renumite atât pentru strictețea codului de îmbrăcare, cât și pentru calitatea remarcabilă a ceea ce oferă. 
Alte baluri anuale sunt organizate de colegiile Jesus și Robinson, în timp ce colegiile Corpus Christi, Christ's și Sidney Sussex țin May Balls doar o dată la doi ani.  Majoritatea balurilor sunt cunoscute ca fiind tematice, în timp ce May Ball organizat de Colegiul Trinity este remarcabil tocmai prin absența oricărei tematici.

## Securitatea
Colegiile ce organizează Baluri din Mai mai ample acordă o atenție sporită securității pentru a împiedica eșecul balului.  Din cauza biletor adesea relativ scumpe (în jur de 100 £), unii studenți încearcă deseori să intre neautorizat, câțărându-se pe ziduri, înotand cu îmbrăcămintea de bal într-o pungă de plastic, sosind îmbracați ca gorile pretinzând că fac parte din echipa de divertisment a balului sau prezentându-se ca jurnaliști. 
De obicei, portarii colegiilor sunt însoțiți de personal, care este selecționat de cele mai multe ori din echipele sportive, pentru a-i identifica pe străini.  Unele colegii au angajat personal de securitate, au ascuns camere de luat vederi în tufișurile de-a lungul râului  și au vopsit pereții cu vopsea anti-furt, care păteaza hainele într-un verde fosforescent, făcându-i pe "autori" ușor identificabili. 
Ca parte a măsurilor de securitate, studenții care locuiesc în incinta colegiului și nu se duc la bal, sunt obligati fie să părăsească incinta colegiului fie să rămână în camerelor până la terminarea balului. 

## Alternative
Unele colegii găzduiesc o variațiune pe aceeași temă, așa cum ar fi Trinity Hall, King's College și Pembroke College, care au baluri în iunie.  Acestea sunt mai ieftine, nu cer rochii de seara, și tind să se concentreze pe muzica actuală.  Emmanuel College organizează un asemenea bal în fiecare an.  Selwyn College a rupt aceasta tradiție și își ține Balul de Iarnă în fiecare an la inceputul lui decembrie. 

## Echivalentul acestor baluri la Oxford
Echivalentul Balului din Mai la Oxford este cunoscut ca Balul de Comemorare, pentru că este organizat în cea de-a 9-a săptămână a semestrului, cunoscut ca săptămâna Commem.